# Chariots of War
Chariots of War è un videogioco di strategia a turni con una componente tattica in tempo reale ambientato in Mesopotamia e nell'Antico Egitto durante le guerre dell'età del bronzo, in cui ci si occupa di far diventare grande una civiltà costruendo città e controllando truppe; il gioco è stato sviluppato dalla Slitherine Software Uk Ltd e dalla Paradox Interactive e distribuito nell'anno 2003 per mano della Strategy First. Su Steam è uscito il 13 ottobre 2022.
È il sequel spirituale di Legion Gold, e ha avuto a sua volta un seguito spirituale in Spartan, basato sullo stesso motore di gioco e distribuito nell'anno 2004.

## Modalità di gioco
Il gioco, per ogni campagna, consiste nel totalizzare un totale di 1000 punti, che si ottengono conquistando città. I turni sono virtualmente illimitati, e ogni turno dura un mese.
Una volta che il giocatore incontrerà un'armata nemica con una propria, si passa ovviamente alla battaglia, dove però, come in Legion, il controllo dell'esercito è presente solo nella disposizione delle armate. Si può decidere se farle attaccare in marcia, in corsa, dopo una lunga o breve attesa, oppure se farle trattenere il fuoco, e si può disporre ogni singolo reggimento in blocco, in linea, a cuneo o a linea obliqua.
Il commercio e la diplomazia non sono in ogni caso indispensabili, per quanto importanti, per la vittoria nel gioco; il principale obiettivo rimane comunque quello di eliminare più fazioni possibili, e conquistare il maggior numero di città, fino a quando, come si è detto prima, si raggiungono i 1000 punti. Per eliminare una fazione dal gioco è necessario non solo conquistare tutte le sue città, ma anche eliminare tutte le sue armate.

### Differenze rispetto a Legion
- Le caserme sono divise in 3 tipi: fanteria, schermagliatori e cavalleria, composta principalmente da bighe e carri da guerra.
- Nove sono le risorse nel gioco: oro, cibo, legname, materiali da costruzione, rame, stagno, cavalli, gemme e incenso.
- È stata aggiunta la schermata del commercio dove, in cambio di oro, si può bilanciare l'introito delle varie risorse, il cui costo è variabile in base alla risorsa e al valore. Naturalmente, ciò influisce anche sugli introiti in oro, essendo esso utilizzato per i commerci. È inoltre possibile impostare il pagamento per ciascuna risorsa in ripetizione oppure una sola volta tramite un apposito tasto.
- Le città saranno spesso invase da orde barbariche, che cercheranno di impossessarsene.
- È possibile che capitino eventi che variano da scoperte di nuove vene d'oro, magazzini colpiti da incendi, culti religiosi misteriosi, mercanti che doneranno al giocatore delle risorse, tributi insoliti da un governatore, e altri ancora.
- È stata introdotta la felicità, che varia in base alle imposte delle tasse, al cibo consumato, al ritmo di lavoro e alla frequenza di reclutamento delle truppe.
- La diplomazia è stata pesantemente modificata: pur se poco utile per il rapporto con le altre fazioni, serve come utilizzo di spie in soggiorni dagli altri sovrani, in modo da conoscere le truppe nemiche eliminando la nebbia di guerra. Sarà possibile espellere diplomatici di altre fazioni, ma oltre a far scortare il diplomatico fuori dai confini con la forza o mandarlo via tranquillamente, si potrà anche farlo uccidere; queste scelte sono praticamente ed esteticamente uguali, in quanto ottengono lo stesso effetto di eliminare il diplomatico dal gioco, che invece verrà mantenuto nel caso lo si espella pacificamente, ma mentre un'espulsione pacifica ha un impatto minore sulle relazioni con l'altra fazione, queste altre eliminazioni fisiche sono invece una manna per i rapporti tra gli imperi. Se si perde il diplomatico, se ne otterrà uno nuovo, il quale però non avrà nessuna esperienza, la quale si guadagna infatti nelle missioni diplomatiche. Le fazioni visitate da un diplomatico mostrano quanti parametri tante sono le stelle del diplomatico (cioè la sua esperienza, che varia con la sua esistenza), e vengono mostrati in scala i suoi sentimenti verso il giocatore, i suoi migliori alleati, i suoi peggiori nemici, il suo potere economico e la sua forza militare.
- Le tecnologie, comuni per tutte le fazioni, sono ricercabili automaticamente con il passare dei turni, anche se non esiste un albero tecnologico vero e proprio, e permettono di migliorare ulteriormente ogni città del proprio impero, trasformandoli da semplici villaggi a enormi metropoli, oppure di aggiornare e riqualificare i propri eserciti.

## Campagne
Il gioco presenta sei campagne per il gioco in singolo, relative a differenti aree e popolazioni, due enormi ma ambientate nella stessa zona del Medio Oriente antico e quattro ambientate in zone minori come l'Egitto o l'Anatolia, meno impegnative e meglio adatte a neofiti; è presente inoltre una modalità tutorial per imparare le nozioni di base del gioco.
- Gran Campagna (3000 a.C.): è la campagna più grande del gioco, in quanto permette di giocare nei panni del leader di una delle 58 fazioni. Ci si possono mettere varie ore per completare la campagna, anche perché la mappa contiene 164 città e 80 insediamenti minori.
- Egitto (2750 a.C.): il giocatore ha il compito di unificare l'Egitto scegliendo tra le quattro fazioni dell'Egitto (Alto Egitto, Kemet, Basso Egitto e Delta), la Bassa Nubia, i Kushiti, i Meshwesh, gli Ittiofagi, i Trogloditi o altre fazioni.
- Anatolia (1500 a.C.): il giocatore può giocare con gli Ittiti, i Lukka, gli Arzawa, i Traci, Mitanni, Kizzuwatna, i Pala, la città stato di Ugarit o altre fazioni in una mappa che copre tutta l'odierna Turchia.
- Mesopotamia (3000 a.C.): la campagna copre l'intera Mesopotamia e dà la possibilità di giocare nei panni delle città stato di Babilonia, Ur o Lagash, o di imperi come l'Assiria, i Gutei, gli Accadi, Mitanni, l'Elam o altre fazioni.
- Levante (2500 a.C.): il giocatore ha la possibilità di giocare con il Basso Egitto, Hatti, Mitanni, Israele o le città stato di Tiro, Biblo o Mari o altre fazioni, in una mappa che copre il delta egiziano, Israele, la Siria, l'intero Vicino Oriente e il sudest dell'Anatolia.
- Gran Campagna avanzata (2000 a.C.): come la Gran Campagna standard, solo che tutti gli insediamenti e i forti sono più sviluppati a seguito di un maggior numero di tecnologie già ricercate.

### Culture
Esistono dieci gruppi culturali nel gioco, a cui appartengono le varie fazioni (60 nella Grande Campagna). I gruppi culturali si dividono in base al continente, e ognuno di essi possiede un'unità unica:
- Egizia: Lanciere Teheru
- Ittita: Lanciere Meshedi
- Mitanni: Carro da guerra Maryannu
- Assira: Lanciere Sha Qurbute
- Sumera: Biga da guerra Gish Gigir
- Beduina: Cammello Midianita
- Siriana: Arciere Sabu Nagib
- Nubiana: Scaramucciere Medjay
- Scitica: Arciere a cavallo scita
- Tribale: Banda da guerra tribale

Anche qui, come in Legion, sarà possibile cambiare l'etnia delle fazioni; sarà possibile ad esempio scegliere la Babilonia come fazione del giocatore impostata però sulla cultura Egiziana, sfidando il resto del mondo tutto su cultura Nubiana o Siriana; oppure, il giocatore potrà scegliere l'Alto Egitto e impostare tale fazione sulla cultura Beduina contro avversari di cultura Assira.
Anche i barbari e le tribù indipendenti apparterranno a delle culture (principalmente Nubiana, Beduina e Tribale).

## Accoglienza
| Testata                          | Giudizio |
| -------------------------------- | -------- |
| Metacritic (media al 30-01-2020) | 54/100   |
| CGW                              | 2/5      |
| GameSpot                         | 6/10     |
| GameSpy                          | 2/5      |
| GameZone                         | 7,4/10   |
| IGN                              | 5/10     |
| PC Gamer (UK)                    | 24%      |
| PC Gamer (US)                    | 58%      |
| PC Zone                          | 47%      |

Il gioco ha ricevuto voti altalenanti da parte delle recensioni, ma mediamente poco entusiasti, come evidente su Metacritic.